# Jerry Herman
Jerry Herman, pseudonimo di Gerald Sheldon Herman (New York, 10 luglio 1931 – Miami, 26 dicembre 2019), è stato un compositore, musicista e paroliere statunitense.

## Biografia
Nato a Manhattan da Henry e Ruth Sachs Herman, Gerald Sheldon Herman crebbe a Jersey City, dove cominciò a suonare il piano a tre anni. Crescendo in una famiglia benestante, Herman ebbe la possibilità di vedere spettacoli a Broadway e studiare musica da giovanissimo. Dopo aver interrotto gli studi di architettura alla Parsons The New School For Design, Herman si trasferì in Florida per studiare teatro all'Università di Miami. Dopo la laurea Herman si trasferì a New York e portò in scena nell'Off Broadway la rivista I Feel Wonderful, una raccolta del materiale composto durante gli studi universitari. La rivista ebbe un modesto successo e rimase in scena per quarantotto repliche nel 1954, ma nel 1958 ottenne un primo successo con un altro spettacolo musicale, Nightcap, che rimase in scena per due anni. Nel 1960 fu la volta di una terza rivista, Parade, di cui Herman curò non solo la colonna sonora, ma anche il libretto e la regia.
Nel 1960 la musica di Herman giunse a Broadway con la rivista From A to Z, in cui il lavoro del giovane compositore appariva accanto alle composizioni di Mary Rodgers e Fred Ebb, oltre che agli sketches di Woody Allen. Intanto il produttore Gerard Oestreicher contattò Herman dopo aver visto Parade, chiedendogli di scrivere un musical sulla nascita dello stato di Israele: il risultato fu il musical Milk and Honey, che nel 1961 debuttò a Broadway, dove rimase in scena per 543 rappresentazioni. Nello stesso anno il suo musical Madame Aphrodite debuttò nell'Off Broadway, rivelandosi un flop da sole 13 repliche in cartellone. Quattro anni più tardi Jerry Herman tornò a Broadway con la colonna sonora originale di uno dei suoi più grandi successi, il musical Hello, Dolly!: su libretto di Michael Stewart, Dolly! si rivelò un trionfo di critica e pubblico, vincendo dieci Tony Award e rimanendo in scena a Broadway per oltre duemilaottocento rappresentazioni. Dolly! è stato successivamente portato in scena anche in Gran Bretagna, Italia, Austria, Messico, Germania, Israele, Spagna e Paesi Bassi; nel 2017 lo show fu riproposto a Broadway con Bette Midler, vincendo il Tony Award al miglior revival di un musical. La partitura di Herman gli valse il prestigioso Tony Award alla migliore colonna sonora originale. La canzone eponima dello show vinse anche il Grammy Award alla canzone dell'anno nel 1965.
Ad Hello, Dolly! seguì il successo del musical Mame, debuttato a Broadway nel 1966 con Angela Lansbury nel ruolo della protagonista: il musical rimase in cartellone per oltre millecinquecento rappresentazioni e la colonna sonora rese Herman noto al grande pubblico grazie alle fortunate canzoni "We Need a Little Christmas" ed "If he walked into my life", che nel 1967 valse ad Eydie Gormé il Grammy Award come miglior voce femminile. A Mame seguirono tre altri musical che nonostante le apprezzabili partiture ottennero uno scarsissimo successo commerciale, rivelandosi degli autentici flop. Dear World debuttò a Broadway nel 1969, segnando la seconda collaborazione di Herman con Angela Lansbury; il musical rimase in scena per circa centosettanta spettacoli, un notevole passo indietro rispetto alle migliaia di rappresentazioni di Mame e Dolly!. Nel 1974 fu la volta di Mack and Mabel, che nonostante la partecipazione di Bernadette Peters e Robert Preston, recensioni positive e otto candidature ai Tony Award, rimase in scena a Broadway per sole 72 repliche; l'insuccesso di Mack and Mabel fu particolarmente sentito da Herman, che considerava il musical il suo capolavoro. Nel 1979 anche The Grand Tour fu accolto freddamente dal pubblico a Broadway, rimanendo in scena per una sessantina di rappresentazione prima di essere ritirato dalle scene, nonostante la quattro nominations ai Tony Award e la partecipazione del premio Oscar Joel Grey. Dopo gli insuccessi teatrali, Herman si ritirò brevemente dalle scene di Broadway per ri-dedicarsi alla vecchia passione dell'arredamento: nel corso degli anni settanta, il compositore ottenne un discreto successo nel mercato immobiliare, ristrutturando e vendendo tre dozzine di appartamenti a New York molto apprezzati da Architectural Digest.
Nel 1983 Herman ottenne un ultimo trionfo a Broadway con il suo ultimo musical, La Cage aux Folles. Tratto dalla commedia Il vizietto e con un libretto di Harvey Fierstein, La Cage aux Folles vinse il Tony Award al miglior musical, rimase in scena a Broadway per oltre millesettecento repliche e valse ad Herman il suo secondo Tony Award alla migliore colonna sonora originale. Il musical fu di grande impatto a Broadway per la rappresentazione fortemente positiva di una coppia gay nel pieno della crisi dell'AIDS, che aveva portato a una forte stigmatizzazione delle persone LGBT negli Stati Uniti. In particolare, la canzone "I Am What I Am" si rivelò un enorme successo, soprattutto grazie all'incisione di Gloria Gaynor nel 1983; la canzone è diventata un vero e proprio inno gay, è stata incisa da dozzine di cantanti ed è regolarmente suonata in occasione del Gay pride. Il successo del musical fu riconfermato dalle fortunate produzioni internazionali in oltre una dozzina di Paesi e dai successivi revival di Broadway nel 2000 e del 2010, entrambi premiati dal Tony Award al miglior revival di un musical. Dopo La Cage aux Folles, Herman non scrisse più nessun'altra colonna sonora per il teatro, ma due riviste di successo riportarono in scena a Broadway i suoi pezzi più famosi: Jerry's Girls nel 1985 con Carol Channing, Chita Rivera, Dorothy Loudon e Leslie Uggams e An Evening with Jerry Herman nel 1998. Nel 2009 ha ricevuto uno speciale Tony Award alla carriera, mentre nel 2010 è stato insignito del Kennedy Center Honors.

### Vita privata
Dichiaratamente omosessuale e sieropositivo dal 1985, al momento della morte, avvenuta nel 2019 all'età di 88 anni, Jerry Herman era impegnato in una relazione con il broker Terry Marler.

## Opere principali

### Teatro
- From A to Z (1960)
- Milk and Honey (1961)
- Hello, Dolly! (1964)
- Mame (1966)
- Dear World (1969)
- Mack & Mabel (1974)
- The Grand Tour (1979)
- La Cage aux Folles (1983)
- Jerry's Girls (1985)

### Film
- Hello, Dolly! (1969)
- Mame (1974)

### Televisione
- Mamma Natale (Mrs. Santa Claus), regia di Terry Hughes - film TV (1996)